# Parnassia oreophila
Parnassia oreophila är en benvedsväxtart som beskrevs av Henry Fletcher Hance. Parnassia oreophila ingår i släktet Parnassia och familjen Celastraceae. Inga underarter finns listade.